# Spartan Automotives
Spartan Automotives ist ein südafrikanischer Hersteller von Automobilen.

## Unternehmensgeschichte
Das Unternehmen aus Kapstadt begann 2013 mit der Produktion von Automobilen. Der Markenname lautet Spartan.

## Fahrzeuge
Im Angebot steht die Nachbildung des Austin-Healey 3000 mit einem Motor von BMW.
Der 7 ist ein Fahrzeug im Stil des Lotus Seven. Ein Vierzylindermotor von Ford mit 2000 cm³ Hubraum treibt die Fahrzeuge an.
Der Trike ist ein Dreirad mit hinterem Einzelrad. Er hat einen Motorradmotor von der Yamaha R 1.